# الكسندر دونات
الكسندر دونات (بالبولندية: Alexander Donat)‏ هو صحفي بولندي، ولد في 1905 في وارسو في بولندا، وتوفي في 16 يونيو 1983 في نيويورك في الولايات المتحدة.